# Cupressus funebris
Cupressus funebris, el ciprés llorón, es una especie de la familia Cupressaceae natural de China. 

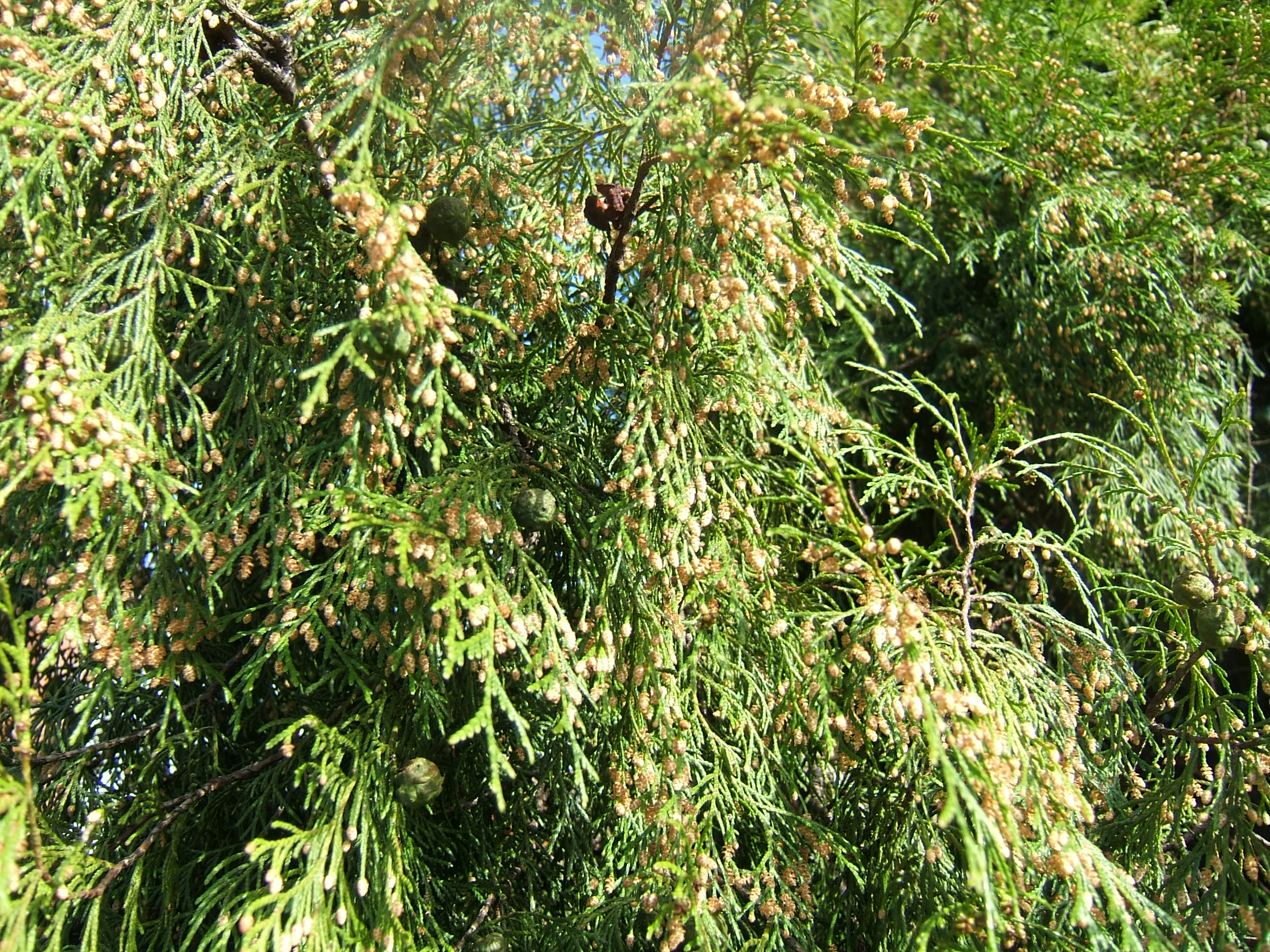
Ramaje y polen.

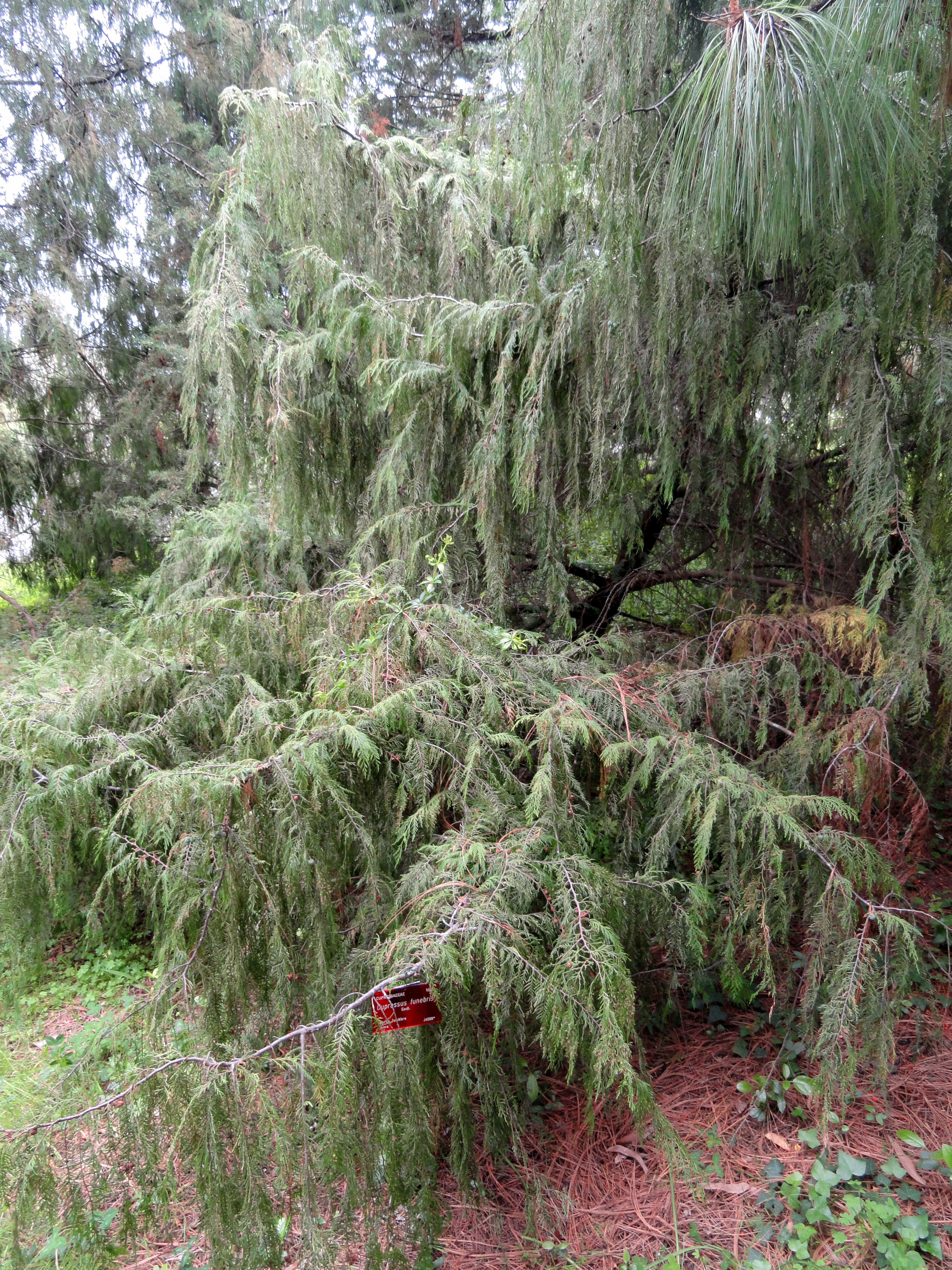
Detalle del árbol

## Descripción
Cupressus funebris es una conífera, árbol de tamaño mediano  que alcanza un tamaño de hasta 20-35 m de altura, con un tronco de hasta 2 m de diámetro. El follaje crece denso, por lo general con ramas moderadamente decumbentes y colgantes de color verde brillante, muy delgadas, con brotes ligeramente aplanados. Las hojas son como escamas, de 1-2 mm de largo, y de hasta 5 mm de largo en brotes de color plomo, los árboles jóvenes hasta los 5-10 años de edad tienen follaje juvenil con suaves hojas en forma de aguja de 3-8 mm de largo. Las semillas de los conos son globosas, de 8-15 mm de largo, con 6-10 escamas (generalmente 8), verde, marrón oscuro con apertura 24 meses después de la polinización. Los conos se abren en la madurez para arrojar la semilla. Los conos de polen son de 3-5 mm de largo, y el polen se lanza en la primavera.

## Distribución
El rango exacto de distribución natural de Cupressus funebris es incierto debido a una larga historia de cultivo. Los árboles se registran en hábitats forestales en las provincias de Guizhou, Hunan y Chongqing. Más general, también se produce en Anhui, Fujian, southern Gansu, Cantón, Guangxi, Henan, Hubei, Jiangxi, Shaanxi, Sichuan, Yunnan y Zhejiang, típicamente plantados alrededor de los monasterios y templos o en los jardines.

## Taxonomía
Cupressus funebris fue descrita por Stephan Ladislaus Endlicher y publicado en Synopsis Coniferarum 58. 1847.
Etimología
Cupressus es el nombre latino del ciprés que de acuerdo con algunos autores proviene de "Cyprus" (Chipre), de donde es nativo y crece silvestre. 
funebris: epíteto latino que significa "fúnebre".
Sinonimia
- Chamaecyparis funebris (Endl.)  Franco
- Cupressus funebris var. gracilis Carrière
- Cupressus pendula Abel
- Juniperus quaternata Miq.
- Platycyparis funebris (Endl.) A.V.Bobrov & Melikyan